# Jean Crasset
Pour les articles homonymes, voir Crasset.
Jean Crasset est un jésuite français du XVIIe siècle. Il est né à Dieppe le 3 janvier 1618. « Le Reverend Pere Jean Crasset De la Compagnie de Iesus, directeur de Messieurs de la Congrégation établie dans la maison Professe de Paris, ou il est décedé le quatri(è)me Ianvier 1692, dans sa soixante et quinzième année » - et mort à Paris, le 4 janvier 1692.
Portrait gravé: « Du Mée eques Pinxit. N. Bazin Sculpsit 1692. Se vend à Paris chez Bazin, rüe Gallande devant St Blaise. »